# Guarin de Gallardon
Pour les articles homonymes, voir Guarin.
Guarin (Garin, ou Guérin) de Gallardon est un ecclésiastique cistercien du XIIe siècle, devenu archevêque de Bourges (1174-1180).

## Biographie
Guarin est d'abord connu comme abbé de Pontigny à partir de 1165.
À cette fonction, il fut contraint, en 1166, de laisser Thomas Becket quitter le monastère où il avait trouvé refuge deux ans plus tôt. Après l'assassinat de l'archevêque anglais, Guarin prit part, pour le compte du pape, aux tractations diplomatiques avec les partisans du roi d'Angleterre.
Il fut élu comme soixante-huitième archevêque de Bourges, le 11 décembre 1174, succédant à cette charge à Etienne de la Chapelle, qui fut archevêque de Bourges de 1171 à 1173.
Guarin mourut le 20 mars 1180 et fut inhumé dans l'abbaye de Pontigny.